# Paraluederwaldtia
Paraluederwaldtia is een geslacht van hooiwagens uit de familie Gonyleptidae.
De wetenschappelijke naam Paraluederwaldtia is voor het eerst geldig gepubliceerd door Mello-Leitão in 1927. 

## Soorten
Paraluederwaldtia omvat de volgende 2 soorten:
- Paraluederwaldtia bituberculata
- Paraluederwaldtia caramaschii